# Vimodrone
Vimodrone là một đô thị ở tỉnh Milano, vùng Lombardia của Italia, khoảng14 km về phía đông bắc của Milano. Tại thời điểm ngày 31 tháng 12 năm 2004, đô thị này có dân số 13.982 và diện tích là 4,8 km².
Đô thị Vimodrone gồm cácfrazioni (đơn vị cấp dưới, chủ yếu là thôn làng) Baiacucco, Cascina Crivella, villaggio Nord, and Villaggio S. Isidoro.
Vimodrone giáp các đô thị: Cologno Monzese, Cernusco sul Naviglio, Milano, Pioltello, Segrate.